# Sự tự điện ly của nước

Phản ứng autoprotolysis của nước, tạo ra ion hydroxide và hydroni.

Quá trình tự điện ly của nước, còn được gọi là quá trình tự ion hóa của nước, quá trình tự phân ly của nước (tiếng Anh: self-ionization of water (còn được gọi là autoionization of water, và autodissociation of water)), là một phản ứng điện ly trong nước tinh khiết hoặc trong dung dịch nước, trong đó phân tử nước, H2O, bị khử proton (phân tử nước bị mất đi hạt nhân của một trong hai nguyên tử hydro của nó) trở thành ion hydroxide, OH−. Hạt nhân hydro, H+, ngay lập tức protonate một phân tử nước khác để tạo thành cation hydroni, H3O+. Đây là một ví dụ về quá trình autoprotolysis và thể hiện tính chất lưỡng tính của nước.

## Ảnh hưởng của đồng vị
Nước nặng (D2O) tự điện ly ít hơn nước thường (H2O).
D2O + D2O ⇌ D3O+ + OD−.
Điều này là do hiệu ứng đồng vị cân bằng, một hiệu ứng cơ học lượng tử do oxy hình thành liên kết mạnh hơn một chút với deuteri (D) vì khối lượng deuteri lớn hơn dẫn đến năng lượng điểm không thấp hơn.
Được biểu thị bằng hoạt độ (activity) a, thay vì nồng độ, hằng số cân bằng nhiệt động (thermodynamic equilibrium constant) của phản ứng điện ly nước nặng là:
{\displaystyle K_{\rm {eq}}={\frac {a_{\rm {D_{3}O^{+}}}\cdot a_{\rm {OD^{-}}}}{a_{\rm {D_{2}O}}^{2}}}}.
Giả sử hoạt độ của D2O là 1 và giả sử rằng hoạt độ của D3O+ và OD− gần đúng với nồng độ của chúng
{\displaystyle K_{\rm {w}}=[{\rm {D_{3}O^{+}}}][{\rm {OD^{-}}}]}.
Bảng sau đây so sánh các giá trị của pKw đối với H2O và D2O:
| T/°C | 10     | 20     | 25     | 30     | 40     | 50     |
| H2O  | 14,535 | 14,167 | 13,997 | 13,830 | 13,535 | 13,262 |
| D2O  | 15,439 | 15,049 | 14,869 | 14,699 | 14,385 | 14,103 |

## Cơ chế
Tốc độ phản ứng của phản ứng điện ly
2 H2O → H3O+ + OH−
phụ thuộc vào năng lượng hoạt hóa ΔE‡. Theo phân phối Boltzmann, tỷ lệ các phân tử nước có đủ năng lượng, nhờ mật độ nhiệt (thermal population), được cho bởi:
{\displaystyle {\frac {N}{N_{0}}}=e^{-{\frac {\Delta E^{\ddagger }}{kT}}}}.
Trong đó k là hằng số Boltzmann. Do đó, một số sự phân ly có thể xảy ra vì có đủ năng lượng nhiệt. Chuỗi hiện tượng sau đây đã được đề xuất trên cơ sở thăng giáng điện trường trong nước lỏng. Thỉnh thoảng có những dao động (fluctuation) ngẫu nhiên trong chuyển động phân tử (khoảng 10 giờ một lần trên mỗi phân tử nước) tạo ra một điện trường đủ mạnh để phá vỡ liên kết oxy–hydro, tạo ra ion hydroxide (OH−) và ion hydroni (H3O+); hạt nhân hydro của ion hydroni di chuyển dọc theo các phân tử nước theo cơ chế Grotthuss và sự thay đổi mạng lưới liên kết hydro trong dung môi sẽ cô lập hai ion, được ổn định bằng quá trình solvation. Tuy nhiên, trong vòng 1 picogiây, sự tái tổ chức lần thứ hai của mạng lưới liên kết hydro cho phép chuyển đổi proton nhanh (rapid proton) xuống mức chênh lệch điện thế và subsequent recombination của các ion. Khoảng thời gian này phù hợp với thời gian cần thiết để các liên kết hydro tự định hướng lại trong nước.
Phản ứng inverse recombination
H3O+ + OH− → 2 H2O
là một trong những phản ứng hóa học nhanh nhất được biết đến, với hằng số tốc độ phản ứng là 1,3×1011 M−1 s−1 ở nhiệt độ phòng. Tốc độ nhanh như vậy là đặc trưng của phản ứng diffusion-controlled, trong đó tốc độ bị giới hạn bởi tốc độ khuếch tán phân tử.